# Pirro del Balzo

Das Wappen der Familie del Balzo

Pirro del Balzo († nach dem 4. Juli 1487) war ein italienischer Adliger.
Er war 1. Fürst von Altamura, Herzog von Andria und Venosa, Graf von Acerra, Bisceglie, Copertino und Montescaglioso, Herr von Mottola und San Vito und Großkonstabler des Königreichs Neapel. Pirro del Balzo war einer der Urheber der sogenannten Verschwörung der Barone gegen Ferrante von Aragon, König von Neapel.

## Leben
Er war der älteste Sohn von Francesco del Balzo, 3. Herzog von Andria, und Sancia di Chiaromonte, Gräfin von Copertino und Schwester von Isabella, der Frau des Königs des Königreichs Neapel Ferrante von Aragon. Sein Geburtsdatum ist nicht bekannt.

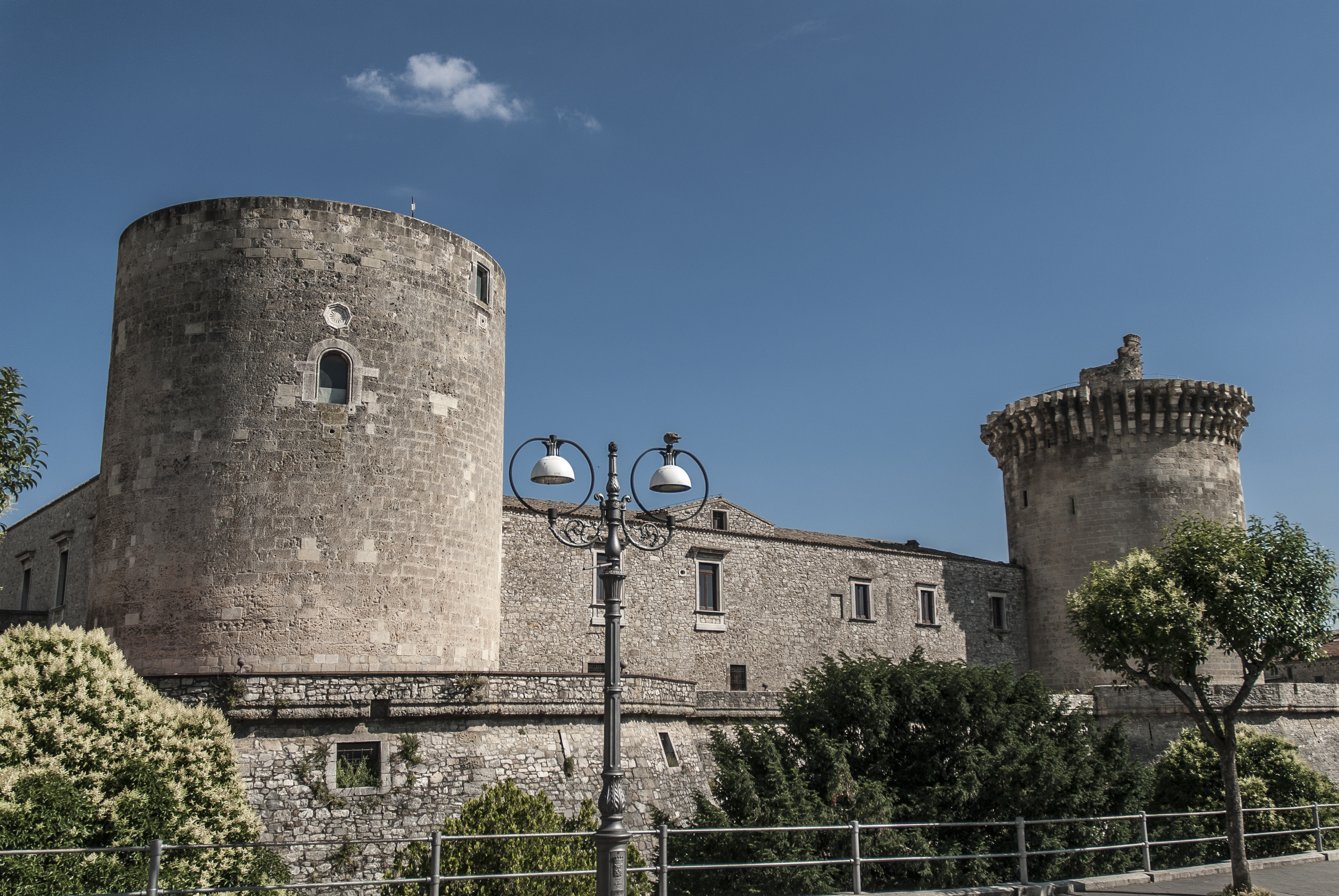
Die Festung von Venosa, erbaut von Pirro del Balzo

1451 heiratete er Maria Donata Orsini del Balzo, Tochter von Gabriele, Herzog von Venosa, und Giovanna Caracciolo. Nach dem Tod ihres Vaters, der 1453 in Konstantinopel ermordet wurde, erhielt Maria Donata 1454 mit königlicher Zustimmung als Mitgift das Herzogtum Venosa und mehrere Städte des Königreichs, darunter Acerra, Ruvo und Minervino.
Im Erbfolgekrieg (1460–1464) zwischen Johann von Anjou (Erstgeborener von René I. d’Anjou) und Ferdinand I. von Aragón schlug sich Pirro zusammen mit seinem Vater auf die Seite der Aragonier, mit Unterstützung der verschiedenen aufständischen Barone. Unter ihnen befanden sich auch der Fürst von Tarent, Giovanni Antonio Orsini del Balzo, und der Fürst von Rossano, Marino Marzano. Nach der Niederlage der Aragonesen bei Sarno (7. Juli 1460) belagerte Giovanni Antonio Orsini del Balzo – Angehöriger der Anjou-Partei – im Sommer 1462 Andria, das von Pirro und seinem Vater, der sich geweigert hatte, dem Fürsten Giovanni Antonio die Treue zu schwören, hartnäckig verteidigt wurde. Die ständige Bombardierung, der Mangel an Nachschub und die Unmöglichkeit, Hilfe von außen zu erhalten, führten zur Kapitulation der Stadt, aus der Pirro kurz zuvor geflohen war. Der Fürst von Tarent belagerte auch Spinazzola, wo sich Pirros Frau Maria Donata Orsini del Balzo mit ihren Kindern aufhielt, und zwang sie zur Kapitulation.

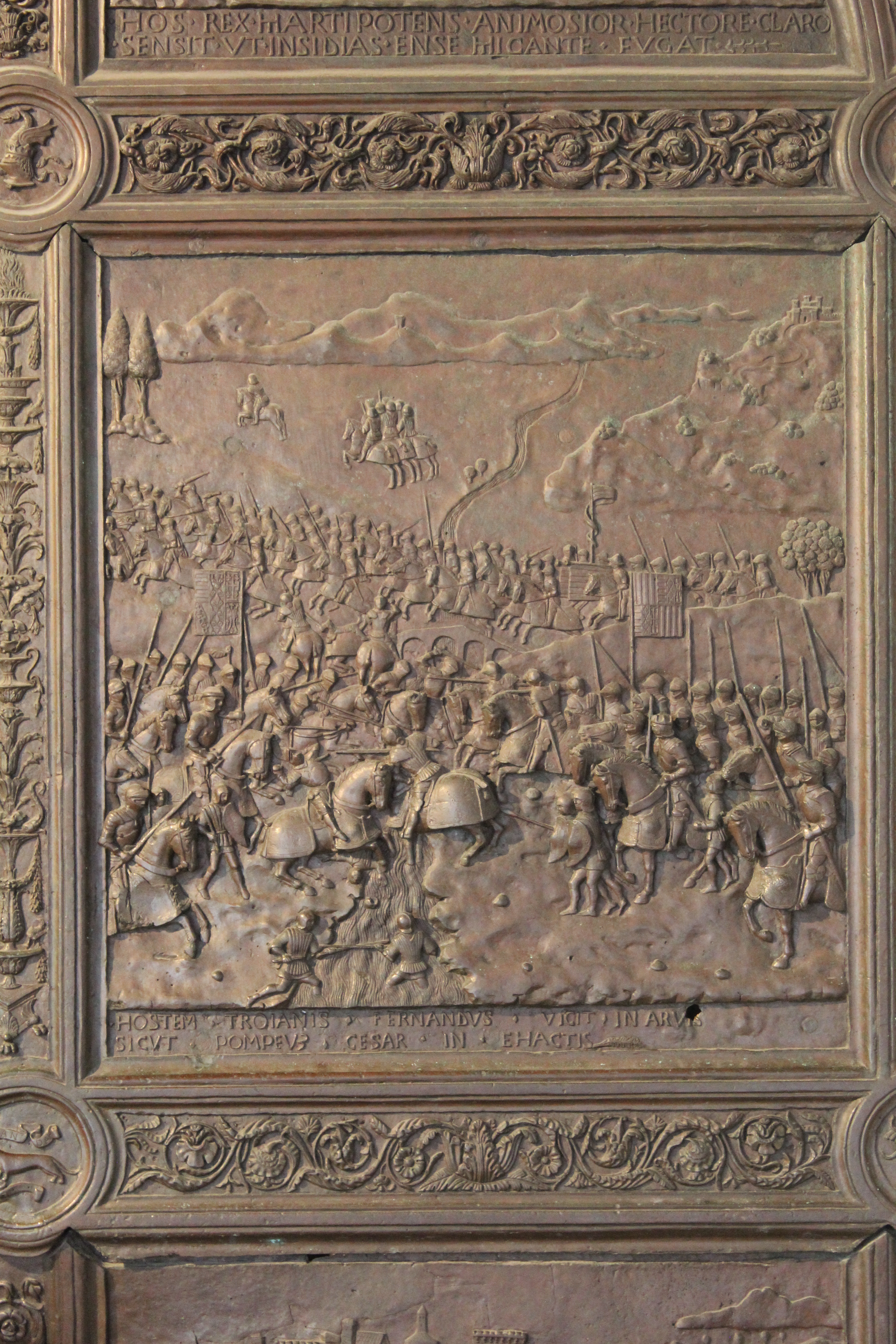
Darstellung der Schlacht von Troja 1462 auf einem Bronzetürblatt des Castel Nuovo in Neapel

Nach dem Sieg der Aragonier bei Troja (18. August 1462) schenkte König  Ferdinand I. von Aragón am 10. August 1464 Pirro Ginosa in Terra d’Otranto, das von dem Rebellen Guido Moliterno beschlagnahmt worden war, und verlieh ihm etwa zur gleichen Zeit Bisaccia; als seine Mutter 1468 starb, wurde er im Besitz seiner mütterlichen Lehen bestätigt.
Nach der Eroberung Otrantos durch die Osmanen (1480) nahm Pirro an der Schlacht von Otranto teil und zeichnete sich bei Roca durch eine Heldentat aus, bei der 70 Osmanen, die sich mit Waffen und Vorräten eindeckten, getötet wurden. Vielleicht in Anerkennung dieses erneuten Beweises seiner Loyalität erhielt Pirro am 3. November 1482 den Titel eines Großkonstablers und wurde zum 1. Fürsten von Altamura ernannt, das er kurz zuvor für 27.000 Dukaten erworben hatte. Er hatte auch die Pflichten seines Amtes zu erfüllen, so dass ihm der König während des Ferrara-Krieges (1482–1484) in einem Brief das bevorstehende Auslaufen der neapolitanischen Flotte an die apulische Küste ankündigte. Die von Pirro ergriffenen Maßnahmen konnten jedoch nicht verhindern, dass Gallipoli in die Hände der Venezianer fiel.
Vermutlich nahm Pirro im Frühjahr 1485 an der Versammlung der Barone in Melfi anlässlich der Hochzeit von Troiano Caracciolo mit Ippolita Sanseverino teil, die als erster Akt der Verschwörung gegen den König gilt. Im Herbst zog er nicht in die Abruzzen, um sich Giovanni della Rovere entgegenzustellen, der in die Gebiete des Königreichs eingedrungen war, sondern blieb in Apulien, wo er Spinazzola, Genzano und Barletta in Besitz nahm; Ferdinand II. von Aragon gelang es jedoch, die verlorenen Gebiete und auch Acerra von Pyrrhus zurückzuerobern. Anfang September 1486 unterwarf sich Pirro formell dem König, gehörte aber bald zu den Baronen, die schworen, den Kampf gegen den Herrscher fortzusetzen. Der Herzog von Kalabrien, Alfons II. von Aragon, eroberte Venosa und Pirro beschloss, sich Ferrante zu unterwerfen (18. Dezember 1486).
Doch die Barone intrigierten weiter gegen den Herrscher. Pirro fühlte sich dem Hof eng verbunden (seine Tochter Isabella hatte gerade Friedrich von Aragon, den Bruder des Königs, geheiratet) und vereinbarte mit Robert Sanseverino, dem Fürsten von Salerno, eine entscheidende Aktion, die von Rom ausgehen sollte. Seine mangelnde Entschlossenheit hinderte ihn jedoch daran, die Stadt zu verlassen: Am 4. Juli 1487 wurde Pyrrhus zusammen mit einigen anderen Baronen verhaftet und im Castel Nuovo in Neapel inhaftiert, das er nie wieder verließ. Sein gesamter Besitz wurde konfisziert und ging in die Hände seines Schwiegersohns Friedrich von Aragon über.
Nach einem napoletanischen Chronisten soll er mit seinen Mithäftlingen am 25. Dezember  1490 ins Meer geworfen worden sein. Ob er zu dem Zeitpunkt noch lebte, ist ebenso ungewiss, wie die genauen Todesumstände.

## Nachkommen
Von seiner Frau Maria Donata Orsini del Balzo († 1485) hatte Pirro:

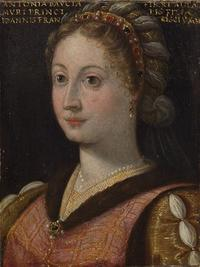
Porträt von Antonia del Balzo

1. Federico (* um 1455 † vor 1487), 2. Graf von Acerra, der 1477 Costanza d’Avalos heiratete;
2. Isotta Ginevra (* 1460 † 1530), 2. Fürstin von Altamura, heiratete am 21. Juli 1471 Pietro de Guevara, Markgraf von Vasto;
3. Antonia, die am 17. Juli 1479 Gianfrancesco Gonzaga, den Herrn von Sabbioneta, heiratete;
4. Isabella, die am 28. November 1487 den Prinzen und späteren König des Königreichs Neapel, Friedrich von Aragon, heiratete.